# Gelineostroma
Gelineostroma är ett släkte av svampar. Gelineostroma ingår i ordningen Rhytismatales, klassen Leotiomycetes, divisionen sporsäcksvampar och riket svampar.
|               | Ascodichaenaceae                                                                   |
|               |                                                                                    |
|               | Rhytismataceae                                                                     |
|               |                                                                                    |
|               | Cudoniaceae                                                                        |
|               |                                                                                    |
|               | Fulvoflamma                                                                        |
|               |                                                                                    |
|               | Pseudotrochila                                                                     |
|               |                                                                                    |
|               | Irydyonia                                                                          |
|               |                                                                                    |
|               | Karstenia                                                                          |
|               |                                                                                    |
| Gelineostroma | \| \| Gelineostroma athrotaxis \| \| \| \| \| \| Gelineostroma swartii \| \| \| \| |
|               | \| \| Gelineostroma athrotaxis \| \| \| \| \| \| Gelineostroma swartii \| \| \| \| |
|               | Neophacidium                                                                       |
|               |                                                                                    |
|               | Apiodiscus                                                                         |
|               |                                                                                    |
|               | Mellitiosporium                                                                    |
|               |                                                                                    |
|               | Laquearia                                                                          |
|               |                                                                                    |
|               | Cavaraella                                                                         |
|               |                                                                                    |
|               | Phaeophacidium                                                                     |
|               |                                                                                    |
|               | Mellitiosporiella                                                                  |
|               |                                                                                    |
|               | Propolidium                                                                        |
|               |                                                                                    |
|               | Bonanseja                                                                          |
|               |                                                                                    |
|               | Haplophyse                                                                         |
|               |                                                                                    |
|               | Lasiostictella                                                                     |
|               |                                                                                    |
|               | Ocotomyces                                                                         |
|               |                                                                                    |
|               | Didymascus                                                                         |
|               |                                                                                    |
|               | Hypodermellina                                                                     |
|               |                                                                                    |
|               | Gelineostroma athrotaxis                                                           |
|               |                                                                                    |
|               | Gelineostroma swartii                                                              |
|               |                                                                                    |

|  | Gelineostroma athrotaxis |
|  |                          |
|  | Gelineostroma swartii    |
|  |                          |